# Playa de Merón (San Vicente de la Barquera)
El Sable de Merón o playa de Merón es una playa situada en el municipio de San Vicente de la Barquera, en la Comunidad Autónoma de Cantabria, España.
Dispone de acceso a discapacitados.